# Athyrium pseudocryptogrammoides
Athyrium pseudocryptogrammoides là một loài thực vật có mạch trong họ Woodsiaceae. Loài này được Yoshik. miêu tả khoa học đầu tiên năm 1981.